# Cmentarz żydowski w Sosnowcu Rudnej
Cmentarz żydowski w Sosnowcu Rudnej (zwany też nowym cmentarzem żydowskim w Sosnowcu) – cmentarz wchodzący w skład Cmentarza Wielowyznaniowego w Sosnowcu. Znajduje się przy ul. Gospodarczej 1 w dzielnicy Rudna. Ma powierzchnię 1 ha. Jest otoczony murowanym ogrodzeniem. Został zniszczony podczas II wojny światowej. Zachowało się około 300 nagrobków. Na cmentarzu znajduje się pomnik upamiętniający pomordowanych Żydów. Opiekunem i właścicielem jest Żydowska Gmina Wyznaniowa w Katowicach.